# Amalaberga
Amalaberga (secolul al VI-lea) a fost o prințesă ostrogotă.
Ea era fiica Amalafridei, la rândul ei fiică a lui Theodemir, regele ostrogoților. Tatăl Amalabergăi este necunoscut, iar unchiul ei a fost Theodoric cel Mare.
Amalaberga a fost căsătorită cu Hermanfrid, regele thuringienilor, cu care a avut un fiu, Amalafrid și o fiică, Rodelinda, aceasta din urmă devenind soția regelui Audoin al longobarzilor. Potrivit lui Procopius din Cezareea (V, 13), după asasinarea lui Hermanfrid de către franci, ea a fugit împreună cu copiii pe lângă fratele ei Theodahad, care la acea vreme (534-536) devenise regele ostrogoților.